# 陳慶榮
陳慶榮（Chan Hing Wing），花名肥仔榮，是香港一名已退役足球員，司職門將，曾入選香港足球代表隊，現時擔任香港乙組足球聯賽地區球隊守門員教練。

## 球員生涯
陳慶榮出身於荃灣，1980-81年年度球季，於香港甲組足球聯賽次循環對南華，半場入替張耀東把關，首次於甲組賽事上陣。之後效力過東方、愉園。、港會、馬天尼、米芝路、聲控通、好易通等球隊。1995-96球季完結後掛靴。
在1999-00年度球季，曾經短暫復出甲組，效力愉園，作為加夫利及梁卓長後備的第三號門將。
近年陳慶榮還有代表香港元老隊，參加港澳元老埠際賽等比賽。2010年7月18日，英超球隊伯明翰訪港，陳慶榮代表「伯明翰名人邀請隊」，於頭場表演賽出戰「5.19香港代表隊」。

## 教練生涯
陳慶榮退役後，回到母會荃灣擔任教練，之後過檔另一支地區球隊葵青執教。其後重返荃灣任教練。
2014年起工餘時間協助由前港甲守門員潘廣德開辦之亞洲守門員訓練中心為守門員教練。

## 個人榮譽
香港足球明星選舉最佳十一人 一次(1984-1985季度)

## 外部連結
- https://www.gkacademy.asia/about-coaches （页面存档备份，存于）